# Benjamín González Gómez
Benjamín González Gómez (Madrid, 12 de abril de 1958 - Abadiano, Vizcaya, 4-7 de junio de 2011) fue un atleta español especialista en 400 y 800 metros.
Perteneció a la destacada generación de cuatrocentistas españoles formada por Ángel Heras, José Alonso Valero o Cayetano Cornet. Participó en los Juegos Olímpicos de Moscú 1980 (equipo de relevos 4 × 400) y en los de Los Ángeles 1984 (800 metros y equipo de relevos 4 × 400), sin superar en ninguno de los tres casos la primera ronda. Sus mejores actuaciones tuvieron lugar en pista cubierta: en 1982 conquistó una medalla de bronce en los Europeos de Milán, y en 1985 logró una medalla de plata en los Mundiales de París.
Tuvo dos hijas con la también atleta Nerea Etxegibel. Tras su retirada, 
trabajó de 1990 a 1993 para Javier Gómez Navarro, entonces Secretario de Estado para el Deporte, como asesor, y después para empresas fabricantes de materiales y equipos de atletismo. Falleció en un accidente de montaña en el monte Alluitz, en el municipio vizcaíno de Abadiano, entre el 4 de junio de 2011 en que se denunció su desaparición y el 7 de junio en que fue encontrado su cuerpo.

## Palmarés
Internacional
- Medalla de bronce Europeo Pista Cubierta Milán 1982 en la prueba de 400 metros con una marca de 47.41
- Medalla de plata Juegos Mundiales de pista cubierta París 1985	en la prueba de 800 metros con una marca de 1:47.94
- Medalla de bronce en Relevos 4 x 100 en los Campeonato Iberoamericano Barcelona 1983 con una marca de 3:08.17
- Medalla de bronce Juegos del Mediterráneo Casablanca 1983 en la prueba de Relevos 4 × 400 con una marca de 3:06.54

Nacional
- Campeón de España de 800 metros indoor: 1984 (1:51.00), 1985 (1:52.28).
- Campeón de España de 400 metros al aire libre: 1980 (46.65), 1981 (47.03), 1982 (46.56).